# Coquimbita
La coquimbita és un mineral de ferro (III) de la classe dels sulfats que pertany i dona nom al grup de la coquimbita. Va rebre aquest nom l'any 1841 per August Breithaupt per la província de Coquimbo (Xile), la seva localitat tipus. És un mineral dimorf de la paracoquimbita i visualment indistinguible de l'aluminocoquimbita.

## Característiques
La coquimbita és un sulfur de ferro amb fórmula química AlFe₃(SO₄)₆9H₂O₁₂·6H₂O₁₂ (Z=2), fórmula redefinida per l'IMA l'any 2019. Pot contenir impureses d'alumini. Cristal·litza en el sistema trigonal i la seva lluentor és vítria. És un mineral soluble en aigua freda i en àcids minerals freds. Si s'escalfa una solució amb aigua es descompon aquesta solució amb precipitació d'òxid de ferro(III) hidratat.
Segons la classificació de Nickel-Strunz, la coquimbita pertany a «07.CB: Sulfats (selenats, etc.) sense anions addicionals, amb H₂O, amb cations de mida mitjana» juntament amb els següents minerals: dwornikita, gunningita, kieserita, poitevinita, szmikita, szomolnokita, cobaltkieserita, sanderita, bonattita, aplowita, boyleita, ilesita, rozenita, starkeyita, drobecita, cranswickita, calcantita, jôkokuita, pentahidrita, sideròtil, bianchita, chvaleticeita, ferrohexahidrita, hexahidrita, moorhouseita, nickelhexahidrita, retgersita, bieberita, boothita, mal·lardita, melanterita, zincmelanterita, alpersita, epsomita, goslarita, morenosita, alunògen, meta-alunògen, aluminocoquimbita, paracoquimbita, rhomboclasa, kornelita, quenstedtita, lausenita, lishizhenita, römerita, ransomita, apjohnita, bilinita, dietrichita, halotriquita, pickeringita, redingtonita, wupatkiita i meridianiïta.

## Formació i jaciments
La coquimbita es forma en zones de meteorització secundària de dipòsits de sulfurs de ferro a les regions àrides. Poques vegades en fumaroles. Als territoris de parla catalana ha estat descrita a les mines d'Alum de La Vilella Alta (Priorat).

## Varietats
Es coneix una varietat de coquimbita anomenada coquimbita alumínica amb un contingut major d'alumini que en la mateixa coquimbita. Ha estat trobada a Jerome, Arizona, Estats Units.